# Ярость из глубины
Ярость из глубины (англ. Fury from the Deep) — шестая серия пятого сезона британского научно-фантастического телесериала «Доктор Кто», состоящая из шести эпизодов, которые были показаны в период с 16 марта по 20 апреля 1968 года. Ни один эпизод серии не сохранился в архивах Би-би-си, это последняя полностью утраченная серия. В сентябре 2020 года BBC Studios America выпустила анимационную реконструкцию серий по сохранившимися аудиозаписями, анимацию делала компания Big Finish Creative.

## Сюжет
ТАРДИС приземляется в море на восточном побережье Англии, и Доктор вместе с Джейми и Викторией идёт обследовать ближайший пляж с необычно большим количеством морской пены и газопроводом с пометкой «Euro Sea Gas». Когда Доктор изучает трубу, ему кажется, что оттуда он слышит биение сердца. Но всех троих замечает и ловит Робсон, безжалостный менеджер, который руководит добычей газа в Северном море. Робсон и его помощник Харрис заметно нервничают из-за потери контакта с Вышкой Д в море, а также необъяснимым падением давления в газопроводе. Доктор заявляет, что слышал биение сердца из трубы, и просит прекратить подачу газа на время расследования, но Робсон отказывается это делать.
В центре управления Робсон восстанавливает связь с молчащей вышкой, но на вахте только странно спокойный человек по имени Карни, который отрицает проблемы со связью и объясняет, что аварийная бригада уже послана на вышку. Давление продолжает падать, но Робсон враждебно относится к предложениям Харриса, особенно когда работник вышки и сотрудник правительства Голландии по имени Ван Лашиенс сообщает, что ситуация выходит из под контроля. Доктор, Джейми и Виктория вскрывают замок на их клетке и идут в центр управления, по дороге подслушав разговор инженера Бакстера с Робсоном, что люди слышали биение сердца в трубе.
Харрис посылает свою жену Мэгги принести папку из их комнат; когда она берёт её, она обнаруживает на ней водоросли, которые жалят при касании и сочатся морской пеной, пока она не смотрит. Ей вскоре становится нехорошо, и она посылает за своим мужем. Тот уходит за врачом, и та поднимается с кровати как зомби и начинает за ним красться, прежде чем приходит в себя. Вскоре приходят двое странных мужчин: Мистер Оук, невысокий и единственный кто из них говорит, и Мистер Квилл, как его называет первый. Они утверждают, что инженеры по техобслуживанию пытаются починить её сломанную плиту. Когда Мэгги Харрис пытается сбежать, они побеждают её с помощью токсичного газа из их ртов.
Доктор и Джейми спасают Викторию, которую кто-то запер в комнате с заливающейся через вентиляцию пеной и формирующей существо из водорослей, но Робсон истории не верит, считая, что путешественники — диверсанты. Но тут теряется контакт с Вышкой С, а рабочее колесо останавливается, реагируя лишь на сердцебиение.
Харрис отправляет Доктора и друзей на поиски жены. Доктор находит комок водорослей в комнате, который он обследует вместе с друзьями. Они живы и выделяют ядовитый газ. После поисков в библиотеке ТАРДИС Доктор находит изображение существа, которое видела Виктория.
Робсон в гневе запирается в своей комнате, а Мистер Оук закачивает к нему водоросли. Харрис вытаскивает его оттуда, но тот слишком сильно подвергся воздействию вещества, и убегает. Харрис организует его поиски. Мэгги и Робсон приходят на пляж под звука сердцебиения. Она входит в море, а он уходит в зомбированном состоянии.
Контакт теперь потерян с Вышками А, С и Д, но восстановлен с помощью Меган Джонс, директора Euro Sea Gas, приехавшей вместе с помощником Перкинсом для расследования событий. Ван Лашенс при обследовании трубы захвачен существом из. Доктор и Джейми обнаруживают лишь его фонарь.
С вертолёта приходит сообщение, что молчащие вышки захвачены водорослями. Робсон возвращается в центр под чьим-то управлением. Вскоре все вышки перестают отвечать. Вскоре они понимают, что причина атаки Виктории — саботаж подачи кислорода: он может быть вреден для существа из водорослей. Оук и Квилл очищают все кислородные баллоны, но Виктория определяет в них диверсантов. Квилла вырубает Джимми, но Оук сбегает. Робсон в подавленном состоянии берёт Викторию в заложники, сажает её в вертолёт и летит над морем.
Пена прорывает трубу и начинает заполнять комнаты. Доктор и Джейми залезают в вертолёт, летят на вышку, где находится Виктория, и находят там Робсона в превращении в морское существо. Он говорит, что человечество побеждено и пытается отравить Доктора газом изо рта. Джейми тем временем находит Викторию и сбегает вместе с ней.
Вскоре Доктор понимает, что громкие крики — защита от морского чудовища. Он записывает крик Виктории, делает плёночную петлю и передаёт звук через трубы и динамики. Существо отступает, отпуская Робсона, Мэгги и Ван Лашиенса.
Виктория решает покинуть ТАРДИС, так как устала от постоянных переделок. Харрисы приглашают её жить к себе домой, Доктор принимает это, но сердце Джейми разбито. Доктор и Джейми прощаются с Викторией и улетают на ТАРДИС.

## Трансляции и отзывы
| Эпизод            | Дата показа    | Продолжительность | Телезрители (в миллионах) | Archive                            |
| ----------------- | -------------- | ----------------- | ------------------------- | ---------------------------------- |
| «Эпизод 1»        | 16 марта 1968  | 24:54             | 8,2                       | Only stills and/or fragments exist |
| «Эпизод 2»        | 23 марта 1968  | 23:08             | 7,9                       | Only stills and/or fragments exist |
| «Эпизод 3»        | 30 марта 1968  | 20:29             | 7,7                       | Only stills and/or fragments exist |
| «Эпизод 4»        | 6 апреля 1968  | 24:17             | 6,6                       | Only stills and/or fragments exist |
| «Эпизод 5»        | 13 апреля 1968 | 23:40             | 5,9                       | Only stills and/or fragments exist |
| «Эпизод 6»        | 20 апреля 1968 | 24:24             | 6,9                       | Only stills and/or fragments exist |
| [ 1 ] [ 2 ] [ 3 ] |                |                   |                           |                                    |